# فرانز بيري
فرانز بيري هو لاعب هوكي الجليد سويسري، ولد في 21 نوفمبر 1938 في دافوس في سويسرا، وتوفي في 6 يوليو 2009.

## وصلات خارجية
- فرانز بيري على موقع EliteProspects.com (الإنجليزية)
- فرانز بيري على موقع أوليمبيديا (الإنجليزية)